# Münchener Burschenschaft Arminia-Rhenania
Die Münchener Burschenschaft Arminia-Rhenania, gegründet am 19. Februar 1848, ist die älteste Burschenschaft in München. Als pflichtschlagende und farbentragende Studentenverbindung gehört sie der Allgemeinen Deutschen Burschenschaft (ADB) an.

## Couleur und Wahlspruch
Sie führt die Farben Schwarz-Rot-Gold und ihre Mitglieder tragen eine weinrote Tellermütze. Ihr Wahlspruch lautet: Ehre, Freiheit, Vaterland! Chargen und Amtsträger der Altherrenschaft tragen zusätzlich noch das alte Rhenanenband.

## Geschichte
Die Burschenschaft Arminia-Rhenania – in ihrer heutigen Form – entstand aus einer Fusion aus den Burschenschaften Arminia und Rhenania.

### Geschichte der Arminia

#### Die Zeit bis 1945

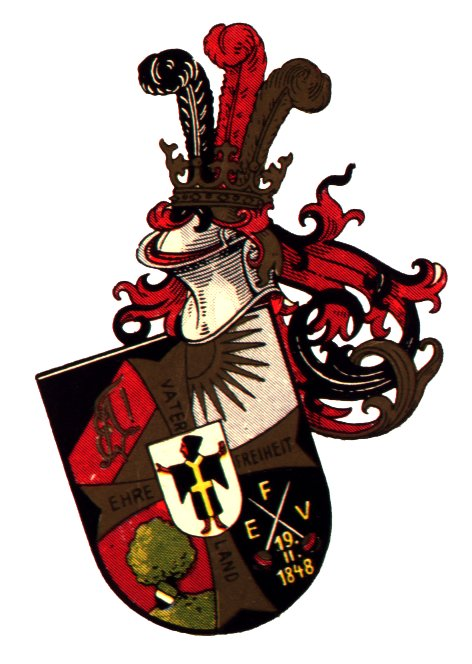
Wappen der Arminia

Die Burschenschaft Arminia geht auf die landsmannschaftliche Verbindung Algovia zurück, die bereits im Wintersemester 1847/48 durch Allgäuer Studenten, von denen viele Absolventen des Gymnasiums in Kempten waren, ins Leben gerufen wurde und nach der Genehmigung zur Bildung studentischer Vereine und Verbindungen durch König Ludwig I. die Zulassung beantragte. Gründungsdatum ist der 19. Februar 1848. Mit der königlichen Genehmigung zur Bildung eines studentischen Freikorps trat Algovia in dessen 12. Kompanie (Martia) ein und nahm die Kokardenfarben blau-gold-schwarz und die blaue Mütze an. Der Wahlspruch Einig und frei bekundete ihre Sympathien für die Ziele der burschenschaftlichen Bewegung: Einheit Deutschlands und Freiheit von monarchischer Bevormundung. Nach der Auflösung des Freikorps im Mai 1849 änderte Algovia die Farben in grün-gold-violett mit grüner Mütze. Um Verwechslungen zu vermeiden, wurden die Farben 1850 nochmals geändert: In Anlehnung an Allgäuer Farben wählte man ein grün-weiß-schwarzes Band zur grünen Mütze.
Der Zusammenschluss der Allgäuer Studenten zur Algovia erfolgte zunächst auf landsmannschaftlicher Grundlage. Gleichwohl bestanden bereits liberale burschenschaftliche Ideen. Im Jahre 1860 erklärte sich Algovia offiziell zur Burschenschaft und übernahm den Wahlspruch Ehre, Freiheit, Vaterland. Die burschenschaftlichen Farben Schwarz–Rot–Gold wurden wegen eines Einspruchs des Rektors der Universität erst 1862 angelegt. Zusammen mit der roten Mütze wird dieses Couleur bis heute getragen.
Um 1860 traten politische Meinungsverschiedenheiten zwischen Anhängern einer betont liberalen Haltung und solchen einer eher katholisch-konservativ geprägten Richtung zu Tage. Letzterer hingen vor allem (katholische) Theologen an, die unter allen Fakultäten in den Anfangsjahren besonders zahlreich vertreten waren. Dass im preußisch-österreichischen Krieg von 1866 die Sympathien den Österreichern gehörten, ist angesichts des Umstandes, dass die bayrischen Truppen auf dieser Seite kämpften, nicht verwunderlich. Die allgemeine Stimmung war noch großdeutsch und gegen die Politik Bismarcks gerichtet. In den Jahren nach der Reichsgründung spitzten sich unter dem Einfluss des Kulturkampfes die politischen Gegensätze zu und führten zum offenen Konflikt zwischen den Bismarcktreuen Nationalliberalen auf der einen Seite und sogenannten Ultramontanen, Anhängern der katholischen Zentrumspartei, auf der anderen. Die innere Zerstrittenheit wirkte sich negativ auf die Attraktivität des Bundes aus, führte zu Nachwuchsmangel und 1874 zur Suspension der Algovia.
Im Januar 1876 riefen einige ehemalige Algoven die suspendierte Burschenschaft unter neuem Namen wieder ins Leben. Die Bezeichnung lautete anfangs schlicht Münchener Burschenschaft. Als in München eine weitere Burschenschaft entstand, wählte man 1878 den Namen Arminia. Seit diesem Jahr gehörte die Arminia auch dem Eisenacher Deputierten-Convent (EDC), ab 1881 dem Allgemeinen Deputierten-Convent (ADC), der sich ab 1902 Deutsche Burschenschaft (DB) nannte. 1884 gründeten zwei Arminen und ein Jenenser Germane die Münchener Burschenschaft Cimbria. 1895 waren Münchener Arminen maßgeblich an der Gründung des Allgemeinen Studentenausschusses der Universität München beteiligt.

Die Burschenschaften Arminia und Rhenania als Mitglieder der Deutschen Burschenschaft (1915)

Während des Ersten Weltkrieges konnte ein Aktivenbetrieb nur mit Mühe aufrechterhalten werden. Nach dessen Ende begann jedoch zahlenmäßig ein enormer Aufschwung, der trotz Inflations- und Weltwirtschaftskrise bis in die 1930er Jahre hinein anhielt. In dieser Zeit wurden die technischen Burschenschaft Gothia (1919) und die Freie Burschenschaft Askania (1922) aufgenommen.
Zusammen mit anderen Studenten beteiligten sich die Arminen 1919 an den Kämpfen der Freikorps gegen die Münchner Räterepublik. Die politische Einstellung war in den 20er Jahren, durchaus typisch für das damalige Bürgertum und besonders seine akademischen Kreise, überwiegend deutschnational. Gegenüber der Weimarer Republik gab es deutliche Vorbehalte. Mit anderen gleichgesinnten Burschenschaften gründete die Arminia am 10. Januar 1920 die Rote Richtung, ein Kartell innerhalb der Deutschen Burschenschaft. Anfang der 20er Jahre entstand in der Burschenschaft Arminia eine erregte Antisemitismus-Debatte, die sich in zahlreichen kontroversen Beiträgen in den Mitteilungen des Bundes widerspiegelt.
1932 erwarb Arminia die Villa in der Maria-Theresia-Straße 20 in Bogenhausen, die nach einigen Umbauten 1933 bezogen wurde. Um einem Verbot durch die Hitler-Regierung zu entgehen, lösten sich die Deutsche Burschenschaft und ihre Mitgliedsbünder im Oktober 1935 selbst auf. Der Arminenheim-Verein blieb als eingetragener Verein und juristischer Eigentümer des Hauses in der Maria-Theresia-Straße bestehen. Letzteres wurde im Wintersemester 1937/38 der Kameradschaft Albert Leo Schlageter des Nationalsozialistischen Deutschen Studentenbundes (NSDStB) zur Verfügung gestellt, mit der die Alten Herren der Arminia im Juli 1938 gemeinsam das 90. Stiftungsfest begingen. Die meisten Arminenphilister, insgesamt 235, traten der Altherrenschaft der Kameradschaft bei, die selbst bis dahin nur sechs Alte Herren umfasste. Damit war die Gleichschaltung der Burschenschaft Arminia äußerlich vollzogen. Im Zweiten Weltkrieg starben 38 Arminen und 25 Mitglieder der Kameradschaft. Das Haus wurde bei einem Luftangriff im Juli 1944 von Brandbomben zerstört.

#### Die Zeit nach 1945
Am 19. Februar 1949, dem Gründungsdatum, wurde die Burschenschaft Arminia offiziell wieder eröffnet. Im Sommer 1949 wurde mit einjähriger Verspätung das 100. Stiftungsfest begangen. In den 1950er Jahren bis Anfang der 1960er Jahre gelang die Konsolidierung des Bundes. Dazu trug auch die enge Bindung an andere Burschenschaften bei, die nicht selbständig rekonstituieren konnten. Nach dem Krieg waren bereits 18 Mitglieder der ehemaligen Kameradschaft Albert Leo Schlageter von Arminia übernommen worden. 1950 nahm das Philisterium 40 Mitglieder der aus dem Buchenland stammenden Burschenschaft Arminia Czernowitz auf. Im Jahre 1951 erfolgte der Abschluss eines Patenschaftsabkommens mit der Burschenschaft Ghibellinia Prag, das bis zu deren Wiederbegründung 1959 an der neuen Universität Saarbrücken den Alten Herren der Ghibellinia eine Heimat bei den Arminen bot. 1955 wurde die alte ADB-Burschenschaft der Prager Franken, die sich zunächst 1950 als Alte Prager Burschenschaft Franken zu München wieder aufgetan hatte, in die Burschenschaft Arminia aufgenommen.
Die zunehmende Besserung der wirtschaftlichen Verhältnisse in der Bundesrepublik Deutschland ermöglichte den Wiederaufbau des Hauses, dessen Ruine sich im Eigentum des Arminenheim-Vereins befand. In der Münchener Burschenschaft Babenbergia fand sich ein Partner, der zur Hälfte Miteigentum und Baukosten übernahm und nach Fertigstellung die obere Etage bezog. In den 60er Jahren begannen die Planungen für ein Studentenwohnheim an der Stelle des alten Kutscherhauses im Hinterhof, das 1967 eingeweiht werden konnte.
Arminia trat 1960 nach vierzig Jahren aus der Roten Richtung aus und war 1961 eines der Gründungsmitglieder der Burschenschaftlichen Gemeinschaft (BG), aus der sie nach der Aufnahme der in Österreich residierenden Burschenschaften in die Deutsche Burschenschaft im Jahre 1971 und der damit einhergehenden Vollendung des Gründungsgedankens austrat.

### Geschichte der Rhenania

#### Die Zeit bis 1945

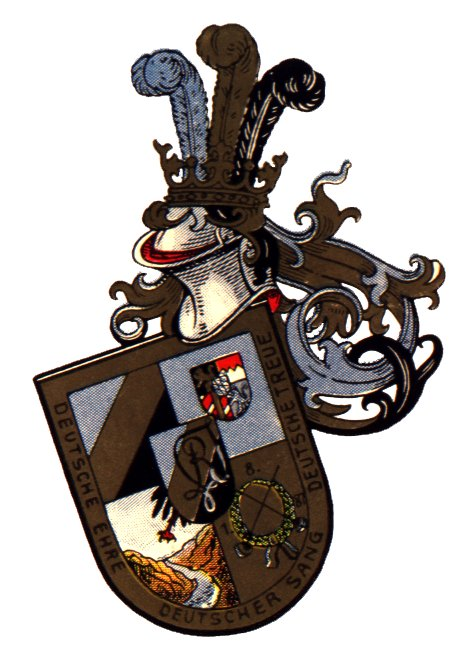
Wappen der Rhenania

Im Wintersemester 1886/87 gründeten neun Studenten der Ludwig-Maximilians-Universität die Freie Studentenvereinigung Rhenania mit dem Wahlspruch Deutsche Ehre, Deutsche Treue, Deutscher Sang und den Farben Blau-Gold-Schwarz, die zunächst nicht öffentlich getragen wurden. Das offizielle Gründungsfest wurde am 8. Januar 1887 von 15 Mitgliedern feierlich begangen. Im Januar 1889 wurde der Name in Freie Studentenverbindung Rhenania geändert. Im Sommersemester 1889 erfolgte mit Unterstützung der Münchener Burschenschaft Cimbria die Aufnahme in den Allgemeinen Deputiertenconvent (ADC), die ein Jahr später (1890) endgültig bestätigt wurde. Neben den alten Wahlspruch trat derjenige des neuen Verbandes („Ehre, Freiheit, Vaterland“).
1897 organisierte Rhenania allein und aus eigener Initiative eine gesamtdeutsche Burschenschaftertagung in München mit dem Ziel, einen alle Burschenschaften, auch die an österreichischen Universitäten, umfassenden Verband vorzubereiten. Im Sommersemester 1900 führte Rhenania den Vorsitz im ADC, den Burschentag leitete einer der bedeutendsten Rhenanen, nämlich Heinz Potthoff.
1931 kaufte Rhenania das um die Jahrhundertwende vom Corps Bavaria erbaute Korporationshaus Am Platzl 5. Von 1928 bis 1935 wurden jährlich Fahrten nach Jugoslawien in die Gottschee organisiert, um dort die deutsche Sprachinsel zu unterstützen. Um 1930 kam es im politischen Denken und Handeln zunehmend zu einer Polarisierung zwischen liberal-demokratischer Haltung, die in der Altherrenschaft überwog, und nationalsozialistischen Ideen, in deren Fahrwasser die Aktivitas in den 30er Jahren mehr und mehr geriet. Exponent der letzteren Richtung war Otto Nippold. Höhepunkt dieser internen politischen Auseinandersetzungen war 1932 der erzwungene Austritt von Heinz Potthof, der, damals als hoch angesehener Arbeitsrechtler im Reichsarbeitsministerium tätig, 1930 von der DDP in die SPD übergetreten war.
Im Zuge der Gleichschaltung nach der Machtergreifung Hitlers und der NSDAP wurde die Burschenschaft Rhenania zur Selbstauflösung gezwungen. Dies geschah schrittweise mit der Bandniederlegung auf der Wartburg beim Burschentag im Oktober 1935 und der Auflösung der danach in die Kameradschaft Rhenania umgewandelten Aktivitas im April 1936. Die Altherrenschaft konnte bestehen bleiben und übernahm 1938 die Betreuung der Kameradschaft Planetta des NSDStB. Diese hat bis zur Kriegszerstörung ihres Heims in der Gabelsberger Straße im Dezember 1944 einen Aktivenbetrieb aufrechterhalten. Soweit bekannt starben im Zweiten Weltkrieg 40 Rhenanen und 31 Mitglieder der Kameradschaft Planetta.

#### Die Zeit nach 1945
1949 wurde der Bund der Münchener Rhenanen, ohne Aktivitas, wiederbegründet. In dieser Situation ergab sich der Kontakt zu einer Vereinigung von etwa zwei Dutzend studierenden Kriegsteilnehmern, dem Akademischen Club München (ACM), der Anschluss an korporatives Leben suchte, sich an den Bund Münchner Rhenanen anschloss und erneut eine Verbindung bildete.
Uneinigkeit in der Mensurfrage und ein Rückgang der Aktivenzahl führten 1967 den Bund in eine Krise. 1967 wurde die zweite Pflichtmensur und 1968 das Fechten ganz abgeschafft, was zu Differenzen mit der Deutschen Burschenschaft führte, welche die Pflichtmensur damals noch forderte. Am Ende stand 1969 die vorläufige, am 6. Juni 1970 die endgültige Vertagung der aktiven Burschenschaft.

### Geschichte der Arminia-Rhenania
Am 22. Mai 1976 wurden in Würzburg Fusionsverhandlungen mit der Münchener Burschenschaft Arminia beschlossen, die am 16. Juli 1977 zur Vereinigung beider Burschenschaften zur Münchener Burschenschaft Arminia-Rhenania führten.
Vom Burschentag 2010 wurde die Münchener Burschenschaft Arminia-Rhenania zur Vorsitzenden Burschenschaft der Deutschen Burschenschaft (DB) im Geschäftsjahr 2011 gewählt.
Im Anschluss an den Skandal um den sogenannten „Ariernachweis“ im Jahr 2011, rückte der Korporationsverband DB 2012 noch weiter nach rechts und viele national-liberale Burschenschaften traten in der Folge aus. So verließ 2013 auch die Arminia-Rhenania die DB, da sie „keine Chance mehr erkannte, ihre Vorstellungen von liberaler burschenschaftlicher Arbeit zu verwirklichen“ und „eine weitere Radikalisierung“ nicht mitzutragen bereit sei.
In Jena am 3. Oktober 2016 war die Arminia-Rhenania Gründungsmitglied des neuen Korporationsverbandes Allgemeine Deutsche Burschenschaft.

## Kartell und Freundschaftsverhältnisse
Im Zuge des Austritts aus dem Verband Deutsche Burschenschaft endete 2013 die seit 1963 bestehende Mitgliedschaft der Münchener Burschenschaft Arminia-Rhenania im Norddeutschen Kartell. Im Januar desselben Jahres wurde ein Freundschaftsverhältnis mit der Burschenschaft Hilaritas begründet, aus dem sich wenige Monate später eine engere Zusammenarbeit entwickelte. Am 18. Oktober 2013 gründeten die Münchener Burschenschaft Arminia-Rhenania, die Karlsruher Burschenschaft Teutonia, die Braunschweiger Burschenschaft Germania und die Burschenschaft Hilaritas den Viererbund. Dieser hatte das Ziel, die Zeit ohne Verbandszugehörigkeit konstruktiv zu überbrücken und die Gründung der Allgemeinen Deutschen Burschenschaft (ADB) aktiv zu begleiten. Nachdem diese Ziele erreicht wurden, beschloss der Viererbund auf einem Konvent im Januar 2018, sich aufzulösen.

## Bekannte Mitglieder

### Politik und Verwaltung

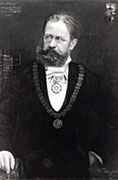
Johannes von Widenmayer

- Emil Bems (1881–1961), Generalstaatsanwalt am Oberlandesgericht Nürnberg, SA- und NSDAP-Mitglied
- Otto Bethke (1892–1948), Jurist und Politiker, Polizeidirektor im besetzten Warschau, Stahlhelm- und NSDAP-Mitglied
- Heinrich Dietz (1874–1946), Militärjurist und Generalrichter
- Pius Dirr (1875–1943), bayerischer Landtagsabgeordneter, Leiter des Münchener Stadtarchivs
- Otto Flehinghaus (1904–1987), Jurist, Politiker (CDU)
- Joseph Fluthgraf (1850–1926), Jurist, Bürgermeister von Grünberg in Schlesien und von Wesel am Niederrhein
- Paul Frühauf (1862–1916), Jurist, Mitglied des Bürgerausschusses in Karlsruhe, Abgeordneter im Badischen Landtag
- Fritz Grau (1890–1975), Jurist, Ministerialbeamter, SS-Obersturmbannführer
- Karl Heinz Hederich (1902–1976), Ingenieur, Parteifunktionär (NSDAP)
- Emil Ketterer (1883–1959), Humanmediziner, Politiker (NSDAP), Olympiateilnehmer
- Hermann Koelblin (1873–1943), Verleger und Badischer Landtagsabgeordneter
- Johannes Krancke (1885–?), Bürgermeister von Glücksburg und Buxtehude
- Peter Jochen Kruse (1929–2007), Rechtsanwalt, Notar, Politiker (FDP), MdL Hessen
- Karl Külb (1870–1943), Humanmediziner, Politiker (DDP), Oberbürgermeister von Mainz
- Heinz Lammerding (1905–1971), Ingenieur, SS-Gruppenführer und Generalleutnant der Waffen-SS
- Ulrich Leiner (1921–1994), Apotheker, Kommunalpolitiker (Freie Wähler)
- Wilhelm von Lermann (1846–1917), Jurist, Regierungspräsident von Schwaben und Neuburg, Präsident des Bayerischen Verwaltungsgerichtshofes
- Heinrich Lindenberg (1902–1982), Jurist, Politiker (CDU), MdB, MdEP
- Hans Merkel (1934–2020), Jurist, Politiker (CSU), Ministerialdirigent a. D.[8]
- Otto Merkt (1877–1951), Jurist, Erster Bürgermeister und Oberbürgermeister von Kempten (NSDAP)
- Herbert Müller-Roschach (1910–1988), Diplomat, Botschafter der Bundesrepublik Deutschland in Portugal
- Wilhelm Niklas (1887–1957), Veterinärmediziner, Politiker (CSU), Bundesminister für Ernährung, Landwirtschaft und Forsten
- Otto Nippold (1902–1940), Reichstagsabgeordneter (NSDAP)
- Heinz Potthoff (1875–1945), Politologe, Sozialreformer, Politiker (FVP), Reichstagsabgeordneter
- Gerhard Rühle (1905–1949), Jurist, Autor, Reichstagsabgeordneter (NSDAP)
- Ludwig Schneider (1902–1944), Jurist, Reichstagsabgeordneter (NSDAP)
- Rudolf Schraut (1899–1970), Jurist, Nationalsozialist
- Lorenz Rhomberg (1896–1976), österreichischer Unternehmer, Ratsherr in Wien, Leiter des NSDAP-Gaunachrichtendienstes von Wien, SA-Hauptsturmführer
- Walter Schade (1904–1984), SS-Sturmbannführer, Referatsleiter im Reichssicherheitshauptamt
- Johannes Schäfer (1908–1988), Ingenieur, Mitglied der Bremischen Bürgerschaft (CDU)
- Eugen Schraudy (1880–1959), Jurist, Zweiter Bürgermeister von Kempten (NSDAP)
- Alfred Straßer (1887–1959), Jurist, Kommunalpolitiker (NSDAP, Bayernpartei), Landrat des Landkreises Ingolstadt
- Hans-Peter Uhl (1944–2019), Jurist, Politiker (CSU), MdB, Justiziar der CDU/CSU-Bundestagsfraktion
- Eduard Uibel (1846–1925), Landgerichtspräsident in Freiburg im Breisgau, Abgeordneter in der Badischen Ständeversammlung und Präsident des Evangelischen Oberkirchenrats in Karlsruhe
- Rudolf Wagner (1911–2004), Historiker, NSDAP-Mitglied, SS-Unterscharführer im besetzten Balkan. Nach dem Krieg Vertriebenenfunktionär, MdL in Bayern
- Heinrich Wastian (1876–1932), Philosoph, österreichischer Schriftsteller und Politiker (GDVP), Mitglied des Österreichischen Abgeordnetenhauses
- Karl Günther Weiss (1917–2001), Jurist und Honorarkonsul für Südkorea
- Johannes von Widenmayer (1838–1893), Jurist, Erster Bürgermeister von München

### Kirche

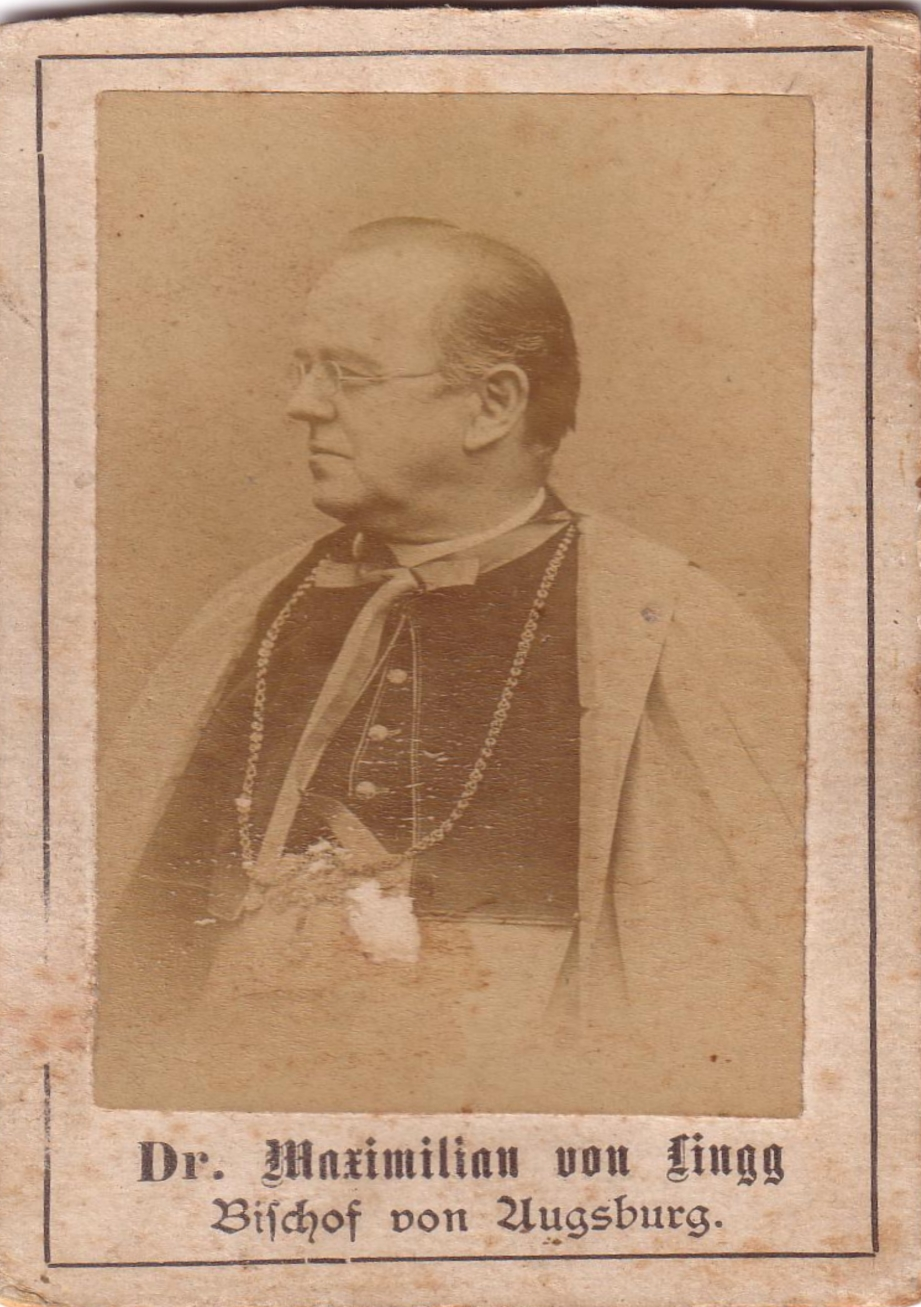
Maximilian von Lingg, Bischof von Augsburg

- Maximilian von Lingg (1842–1930), Theologe, Jurist, Bischof von Augsburg
- Magnus Anton Reindl (1832–1896), Theologe, Priester, Domkapitular in Augsburg, Reichstagsabgeordneter
- Magnus Sattler (1827–1901), Prior im Kloster Andechs 1873–1900[9]
- Antonius von Thoma (1829–1897), Theologe, Päpstlicher Thronassistent, Reichsrat der Krone Bayerns, Bischof von Passau, Erzbischof von München und Freising

### Wissenschaft
- Eugen Alt (1878–1936), Meteorologe und Klimatologe
- Emil Breitinger (1904–2004), Humanbiologe (1957 ausgetreten), NSDAP-Mitglied, SS-Oberscharführer und Schulungsleiter im SS-Rasse- und Siedlungshauptamt
- Fritz Drevermann (1875–1932), Paläontologe
- Cornelius Eberhardt (1932–2011), Generalmusikdirektor, Professor, Dirigent, Präsident der Hochschule für Musik und Theater München
- Adolf Engler (1844–1930), Botaniker
- Rudolf Fritsch (1939–2018), Professor für Mathematik und Mathematikdidaktiker, Präsident der Sudetendeutschen Akademie der Wissenschaften und Künste
- Heinrich Gins (1883–1968), Bakteriologe und Virologe, NSDAP- und SA-Mitglied
- Fritz Heide (1891–1973), Mineraloge
- Richard Kandt (1867–1918), deutsch-jüdischer Arzt und Afrikaforscher, Resident in Ruanda
- Emil Kießling (1896–1985), Papyrologe
- Georg Friedrich Kinkelin (1836–1913), Geologe
- Ferdinand Krüger (1843–1915), Geheimer Sanitätsrat, westfälischer Mundartdichter
- Herbert Micka (1917–2002), Sanitätsrat, Präsident der Ärztekammer des Saarlandes, Vorstandsmitglied der Bundesärztekammer
- Egbert Schmiedt (1920–2011), Mediziner, Professor für Urologie
- Arthur Simon (1893–1962), Chemiker, NS-Lehrerbund und SS
- Gerhard Vollmer (* 1943), Professor für Philosophie TU Braunschweig
- Claus Voss (1929–2015), Generaloberstabsarzt, Inspekteur des Sanitäts- und Gesundheitswesens der Bundeswehr

### Kultur
- Alois Ciller (1883–?), nationalsozialistischer Schriftsteller (Prager B! der Franken)
- Edmund Behringer (1828–1900), Lehrer und Schriftsteller
- Herbert Böhme (1907–1971), SA- und NSDAP-Mitglied, hoher Funktionär der NS-Kulturpolitik und nach dem Krieg Gründer einer Vorläuferorganisation der rechtsextremem Wiking-Jugend
- Wilhelm Goette (1873–1927), Architekt und Baubeamter
- Hans Wilhelm Hagen (1907–1969), Journalist, Kunsthistoriker und Kulturfunktionär der NSDAP
- Theodor Norbert Kellerbauer (1839–1918), Feuerwehrfunktionär
- Enno Meyer (1913–1996), Gymnasiallehrer, Historiker und Autor
- Philip Plickert (* 1979), Volkswirt, Journalist, Wirtschaftsredakteur der FAZ
- Jakob Schrammen (1871–1944), Architekt
- Karl Schubert (1906–2006), Generalmusikdirektor und Chefdirigent
- Lutz Schwiers (1904–1983), Schauspieler, NSDAP-Mitglied
- Bruno Skrehunetz (1898–1978), Journalist
- Karl Günther Stempel (1917–2012), Richter und Autor, SS- und NSDAP-Mitglied
- Hans Wilhelm Vahlefeld (1928–2013), Journalist, Auslandskorrespondent
- Wilhelm Wagner (1875–1953), Architekt und Hochschullehrer
- Konrad Witzmann (1900–1946), Schriftsteller und Politiker (NSDAP)

### Wirtschaft
- Ludwig Röbe (1880–1959), Bauingenieur, Reichsbahndirektor
- Max Roesler (1840–1922), Fabrikant und Gründer der gleichnamigen Feinsteingutfabrik in Rodach bei Coburg

Mitgliederverzeichnisse:
- Willy Nolte (Hrsg.): Burschenschafter-Stammrolle. Verzeichnis der Mitglieder der Deutschen Burschenschaft nach dem Stande vom Sommer-Semester 1934. Berlin 1934. S. 1078–1079 (Arminia) bzw. S. 1084–1085 (Rhenania).